# Java Native Interface
Java Native Interface (JNI) ist eine standardisierte Anwendungsprogrammierschnittstelle (API), die die Möglichkeit schafft, aus der Programmiersprache Java heraus Plattform-spezifische Funktionen bzw. Methoden aufzurufen.
Im Gegensatz zu gewöhnlichen Java-Programmen ist ein Java-Programm, das JNI-Aufrufe verwendet, nur dann plattformunabhängig, wenn die native Programmbibliothek auf allen Plattformen verfügbar ist.

## Einsatzzweck
JNI ermöglicht es, native Methoden zu schreiben für Situationen, in denen es nicht möglich ist, ausschließlich Java als Programmiersprache einzusetzen. Dies ist der Fall, wenn beispielsweise die Standard-Java-Klassenbibliothek bestimmte Plattform-abhängige Features oder andere Programmbibliotheken nicht unterstützt. Weiterhin ist es per JNI möglich, eine weitere in einer anderen Programmiersprache programmierte Anwendung für Java zugreifbar zu machen. Viele Klassen der Java-Standardbibliothek basieren auf JNI, um beispielsweise die Datei-Ein- und Ausgabe oder Soundwiedergabe zu ermöglichen. Indem Java Leistungs- und Plattform-abhängige Implementierungen in die Standardbibliothek integriert, kann der Java-Programmierer und -Nutzer diese Features in sicherer und Plattform-unabhängiger Weise nutzen.
Gelegentlich wird JNI als Fluchttür ("escape hatch") für Java-Entwickler bezeichnet, da es ihnen den Zugriff auf Funktionalitäten ermöglicht, der andernfalls über die Standard-Java-API nicht möglich wäre. Es stellt die Schnittstelle zu anderen Programmiersprachen wie C oder C++ dar.
Mit JNI ist es möglich, Funktionen einer Windows-DLL oder einer shared library unter Linux bzw. Mac OS X, die in C oder C++ programmiert sind, aus Java aufzurufen. Umgekehrt können „native“ Programme Java-Methoden über JNI aufrufen oder eine JVM ausführen.

### Java ruft native Methode auf
Um aus Java eine native Methode aufzurufen, muss diese zunächst als „native“ deklariert werden. Zudem muss das Objekt selbst die native Programmbibliothek mit dem Aufruf von „System.loadLibrary("<Name der Bibliothek>")“ laden, bevor die native Methode selbst aufgerufen werden kann.
Das Java-Programm wird übersetzt und anschließend mit dem Softwarewerkzeug javah eine Header-Datei erstellt, die die Funktionsdeklaration vorgibt. Mit dieser Header-Datei kann dann die native Programmbibliothek erstellt werden.
In der nativen Programmbibliothek müssen spezielle Typen für primitive und komplexe Datentypen verwendet werden. Beispielsweise wird für ein Wahrheitswert jboolean verwendet, anstatt der Typ boolean und jdouble für Variablen vom Typ double. Außer den Abbildungen für primitive Typen, existieren auch Abbildungen für komplexe Typen. Zu den primitiven und komplexen Typen zählen folgende:
Eine der populärsten Anwendungen von JNI ist die Programmbibliothek Standard Widget Toolkit (SWT), die über JNI die Verwendung von Elementen der Grafischen Benutzeroberfläche des Betriebssystems ermöglicht.

### Natives Programm ruft Java auf
Aus einem nativen Programm kann Java-Code aufgerufen werden. Dies ist beispielsweise notwendig, um eine enge Verzahnung zwischen Java und dem nativen Programm zu ermöglichen.